# Dušan Furlan
Dušan Furlan, slovenski novinar in politik, * 29. april 1913, Šempolaj pri Nabrežini, Avstro-Ogrska, † 24.april 1989, Nova Gorica, SR Slovenija.

## Življenje in delo
Rodil se je v družini učitelja Janka Furlana in Natalije Berginc. Ljudsko šolo je končal v rojstnem kraju, gimnazijo pa v Mariboru kamor se je družina preselila leta 1930. Po maturi 1935 je nadaljeval s študijem prava v Zagrebu in Beogradu. Zaradi vojne se je družina pomladi 1941 preselila v Banja Luko kjer se je pridružil narodnoosvobodilni borbi, bil partizan na Kozari in se 1943 vrnil na Primorsko. Istega leta je postal član Komunistične partije Slovenije. Bil je komandant zaščitnega bataljona 3. operativne cone in komandant partijske šole za Slovensko primorje in Gorenjsko v Cerknem kjer je bil ranjen v nogo. Zdravil se je v bolnici Franja in Trstu, a konec leta 1946 so mu morali odrezati nogo. Po osvoboditvi je bil partijski inštruktor v politični šoli v Opatiji (1947-1948), nato je delal na okrožnem odboru sindikatov v Kopru (1948-1949), bil javni tožilec v Kopru (1949-1950) ter v letih 1952−1975 novinar pri Primorskem dnevniku in dva mandata župan Občine Devin - Nabrežina (1956-1964). Leta 1962 je vstopil v Komunistično partijo Italije in bil na njeni listi izvoljen v tržaški pokrajinski svet. Kot novinar je pisal v razne slovenske časopise. Leta 1970 je uredil zbornik Občina Devin-Nabrežina v boju proti nacifašizmu.